# Ґрати, песик, дужка, гривня, знак питання, долар, нуль
«#@)₴?$0» («Ґрати, песик, дужка, гривня, знак питання, долар, нуль») — щотижневий сатиричний дайджест новин із ведучим Романом Вінтонівим в образі Майкла Щура. Перший випуск програми вийшов 6 листопада 2016 року.
Програма виходить щонеділі на «Першому», каналі «24» та «Громадському», — а також на YouTube-каналі «Телебачення Торонто».
Запис програми здійснюється щоп'ятниці на студії каналу «24», який технічно забезпечує створення шоу. При цьому програма орієнтована (за подачею, темпом та версткою) насамперед на інтернет-аудиторію.

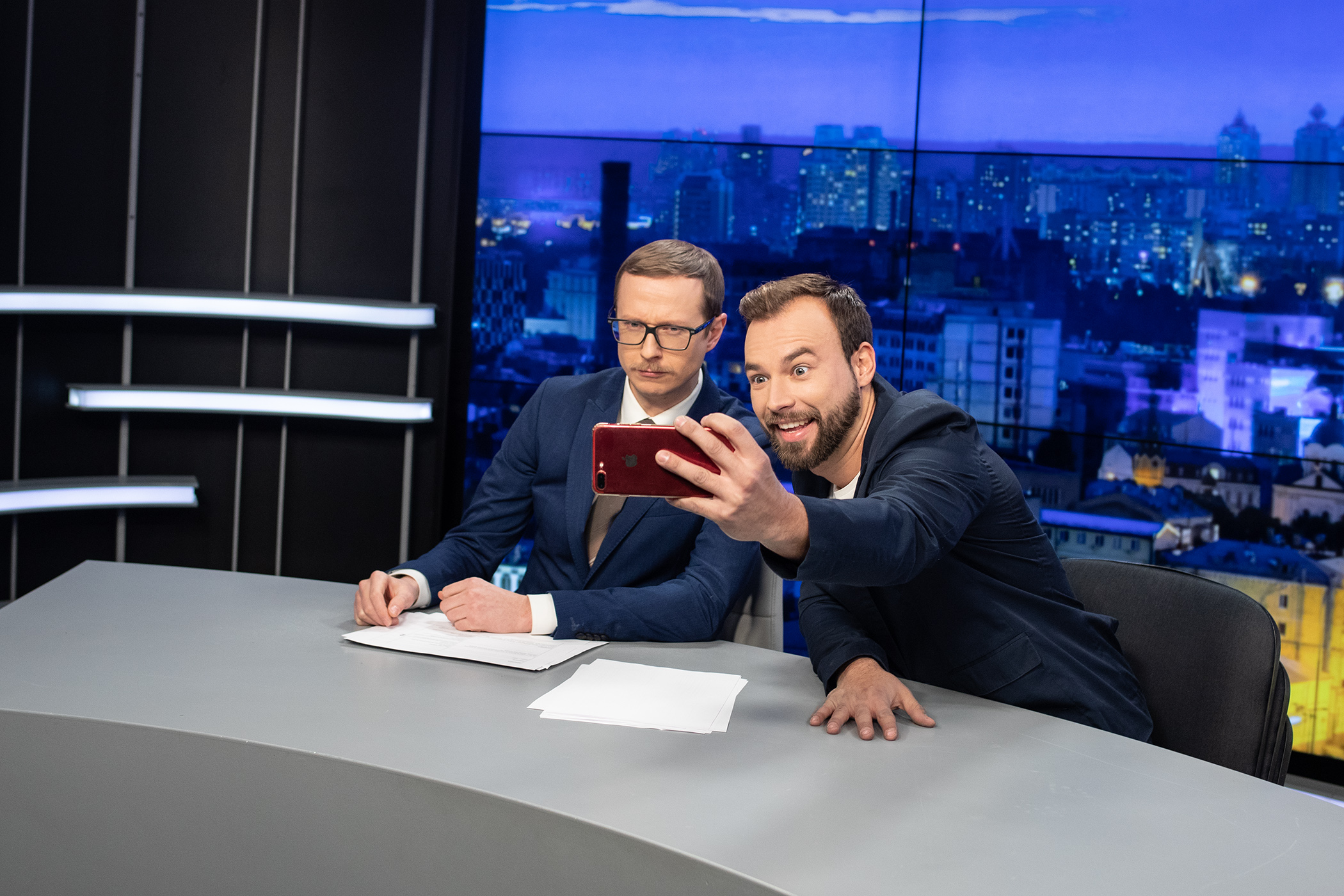
Майкл Щур і його співведучий Дмитро Щебетюк

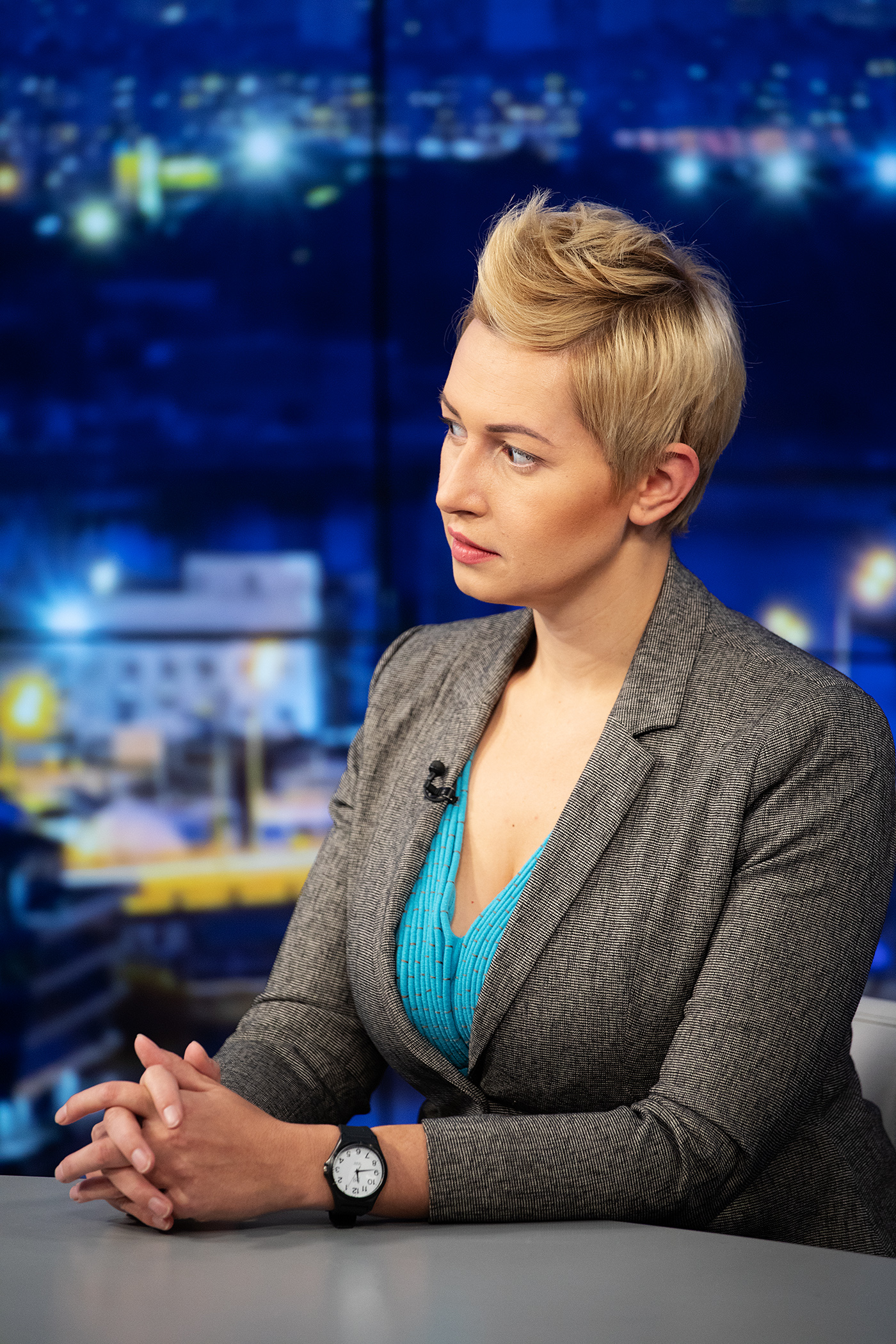
Співведуча Ярослава Кравченко

## Знімальна група

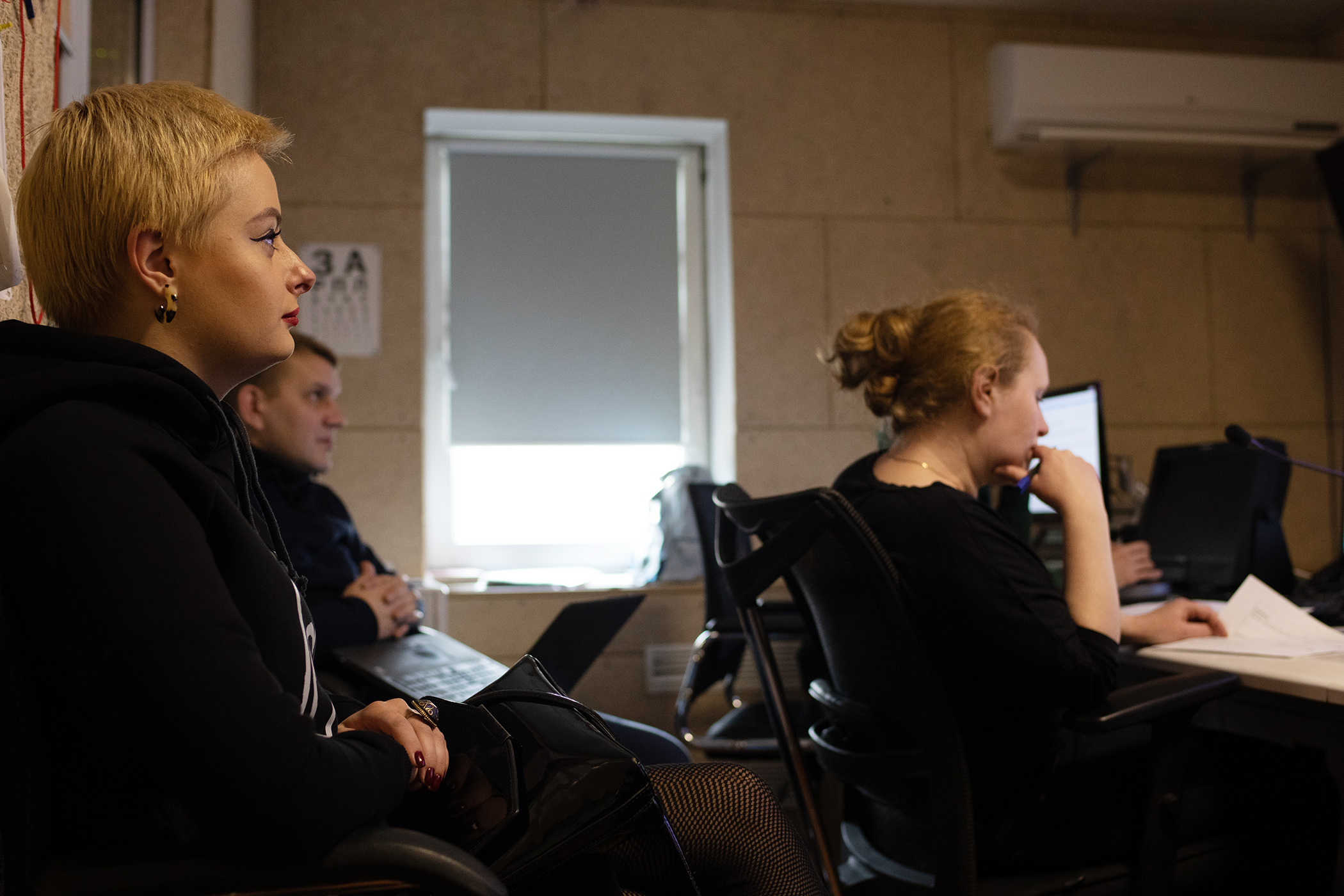
Співведуча Олександра Гонтар у студії під час запису програми

Творче ядро програми — Євген Самойленко (креативний продюсер «Громадського»), Андрій Кондратенко та Роман Вінтонів. Саме вони працювали разом із 2013 року над попередніми програмами Майкла Щура: «Але є одне але», «Вйо до трону», «Вже на троні» та «Утеодин».
Над програмою також працюють сценарист Юрко Космина, режисерка Олена Кучеренко та дизайнер Ларіон Резник, які також працювали над програмою «Утеодин». Нові члени колективу — сценаристи Іван Оберемко та Антон Ходза.
У зніманні програми беруть участь близько 30 осіб, зокрема режисер, звукорежисер, продюсер, інженери ефіру, оператори, редактор, монтажер, гример, дизайнер, художник-реквізитор, а також група із 15 сценаристів.

## Фінансування
Створення програми здійснювалося за підтримки Національного фонду на підтримку демократії (NED), який виділив грант громадській організації «Українське телебачення Торонто» (ГО «УТ-Торонто»), директором якої є Роман Вінтонів. Згодом програма почала виходити на кошти грантів Агентства США з міжнародного розвитку та фонду Pact.
Починаючи із четвертого сезону, щоб «вийти на нуль», програма залучає додаткові кошти через меценатські внески у мережі Patreon та розміщення реклами у програмі і на сторінках «Телебачення Торонто» у Facebook, Telegram та Instagram.

## Сезони

### Перший сезон
6 листопада 2016 року почав виходити перший сезон програми. Остання серія першого сезону (12-та) вийшла 12 лютого 2017 року.

### Другий сезон
8 жовтня 2017 року почав виходити другий сезон програми. Остання серія другого сезону (34-та) вийшла 8 липня 2018 року.

### Третій сезон
14 жовтня 2018 року почав виходити третій сезон програми. Остання серія третього сезону (35-та) вийшла 28 липня 2019 року.

### Четвертий сезон
1 вересня 2019 року почав виходити четвертий сезон програми. Остання серія четвертого сезону (38-а) вийшла 21 червня 2020 року.

### П'ятий сезон
6 вересня 2020 року почав виходити п'ятий сезон програми. Остання серія п'ятого сезону (38-а) вийшла 4 липня 2021 року.

### Шостий сезон
29 серпня 2021 року почав виходити шостий сезон програми.